# Haideburg
Haideburg ist ein Stadtbezirk von Dessau-Roßlau, einer kreisfreien Stadt im Bundesland Sachsen-Anhalt.

## Geografie

### Geografische Lage
Er liegt ca. fünf Kilometer südlich vom Stadtzentrum entfernt. Im Westen bildet die B184 die Grenze. Im Süden schließt die Mosigkauer Heide an. Im Norden begrenzt der Bachlauf der Taube den Ortsteil. Haideburg liegt auf einer Höhe von 70 m ü NHN.

### Siedlungsgeografie
Haideburg besteht zum größten Teil aus Einfamilienhäusern, Villen und Reihenhäusern, mit Ausnahme der I.G.-Farben-Siedlung. Die I.G.-Farben-Siedlung ist ein unter Denkmalschutz gestellter Bereich, bestehend aus mehreren, meist zweietagigen Gebäuden.  An nördlichen Rand des Ortsteiles befindet sich ein Lebensmitteldiscounter. Über die Buslinien 11 und 12 der Dessauer Verkehrsgesellschaft besteht eine Verbindung mit dem Stadtkern.

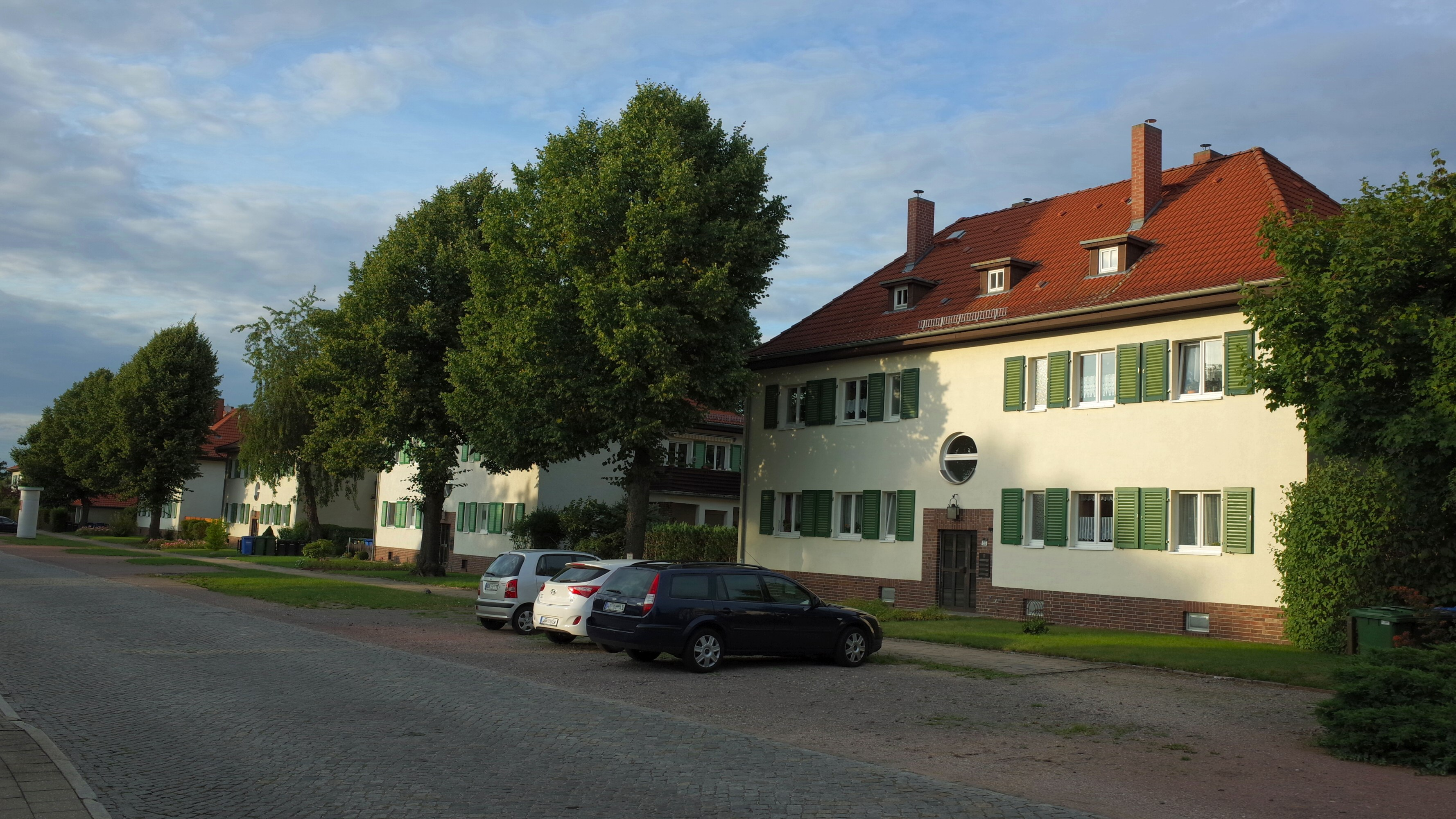
Siedlung I.G. Farben Wolfen in Haideburg
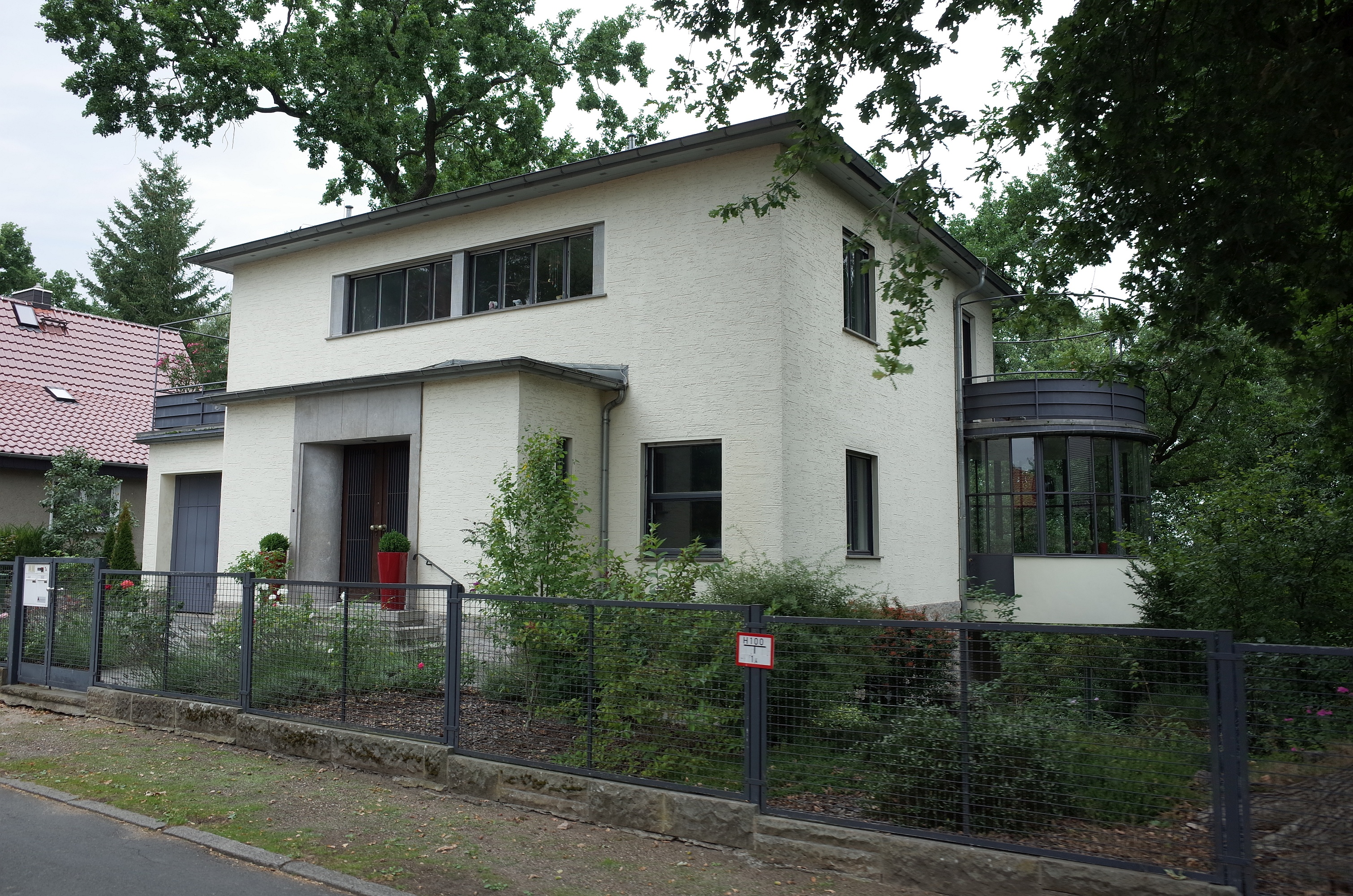
Villa Melchert, Bauhausstil im Peterholzhang

## Geschichte
Namensgebend ist für diesen Ortsteil das Jagdschloss Haideburg, welches 1782–1783 unter dem Namen Heydeburg errichtet wurde.